# RSD-10
O RSD-10 (em russo:  ракета средней дальности (РСД) «Пионер», ou Raketa Sredney Dalnosti (RSD) "Pioneiro") foi um míssil balístico de alcance intermediário, com capacidade de carregar uma ogiva nuclear, desenvolvido e utilizado pela União Soviética de 1976 a 1988. Sua designação pela GRAU é 15Zh45. Sua designação da OTAN é SS-20 Saber.
Sua implementação causou tensões no contexto da Guerra Fria, com os americanos aumentando seu escudo anti-míssil na Europa ocidental. O RSD-10 começou a ser retirado do serviço ativo em 1987, após a assinatura do Tratado INF.